# Pseudicius daitaricus
Pseudicius daitaricus is een spinnensoort uit de familie springspinnen (Salticidae). De soort komt voor in India.